# ريتشارد توماس ووكر ديوك
ريتشارد توماس ووكر ديوك (بالإنجليزية: Richard Thomas Walker Duke) هو محامي وسياسي أمريكي، ولد في 6 يونيو 1822 في شارلوتسفيل في الولايات المتحدة، وتوفي بنفس المكان في 2 يوليو 1898. حزبياً، نشط في الحزب الديمقراطي. وقد انتخب عضو مجلس نواب الولايات المتحدة عن ولاية فرجينيا وانتخب عضو مجلس النواب الأمريكي.